# Villeneuve-sur-Yonne (tổng)
Tổng Villeneuve-sur-Yonne là một tổng của Tỉnh của Yonne.

## Phân chia hành chính
Tổng Villeneuve-sur-Yonne có các xã:
- Armeau;
- Les Bordes;
- Bussy-le-Repos;
- Chaumot;
- Dixmont;
- Piffonds;
- Rousson;
- Villeneuve-sur-Yonne.

## Hành chính
| Ngày bầu | Tên | Tư cách |
| -------- | --- | ------- |
|          |     |         |